# Fasola wrzawska

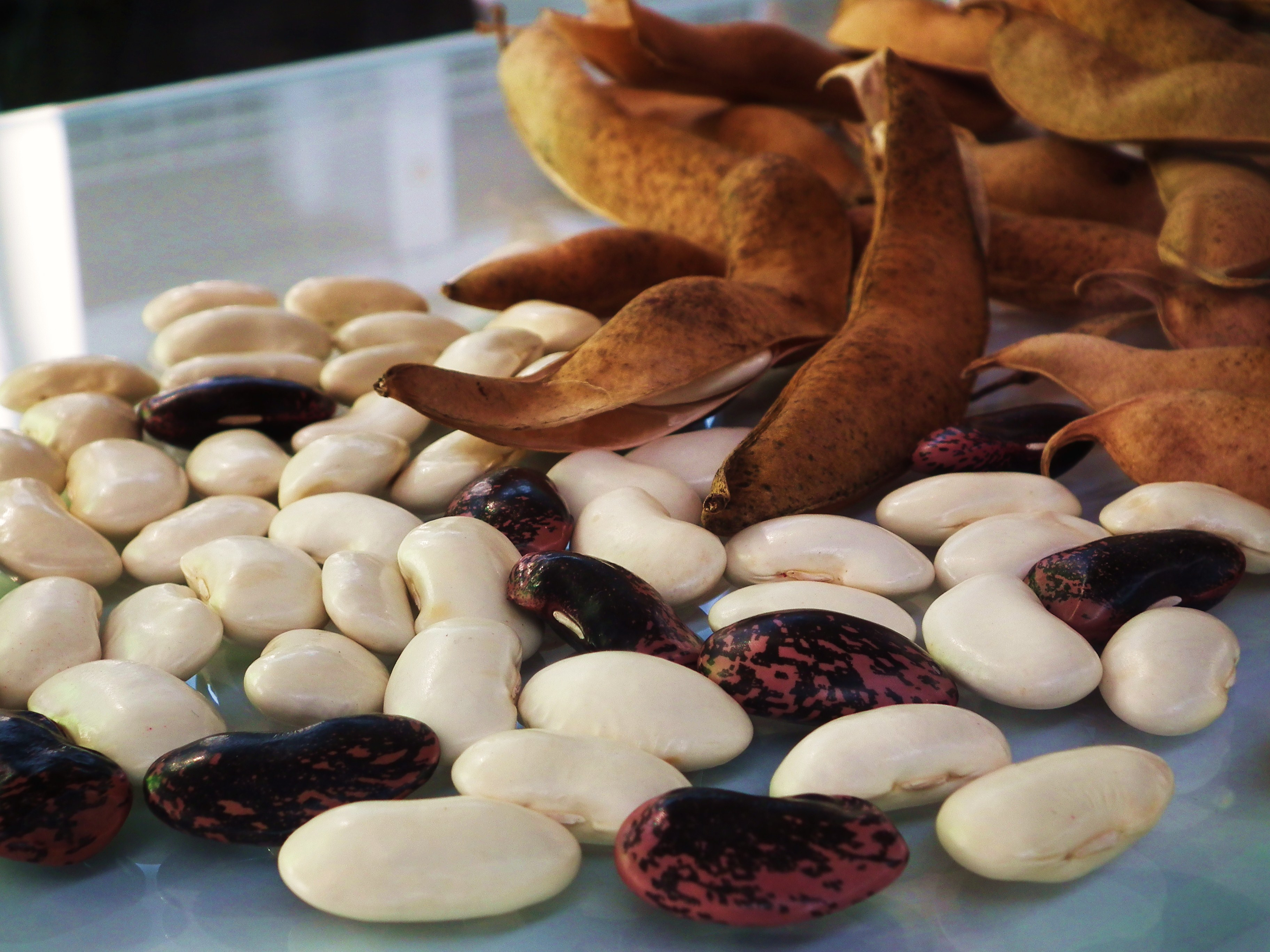
Nasiona fasoli wrzawskiej

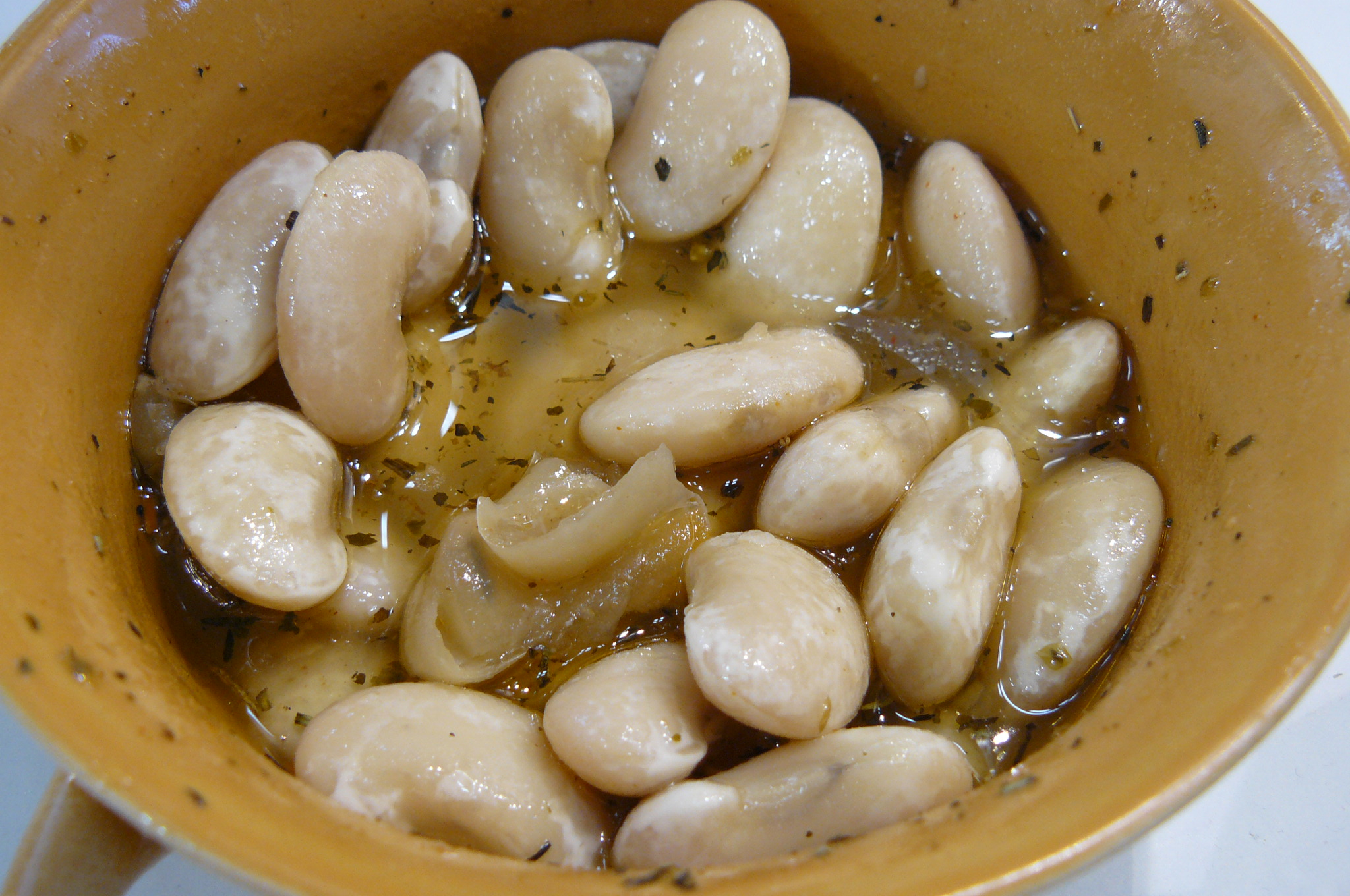
Danie z fasoli wrzawskiej

Fasola wrzawska – fasola tyczna, kultywar fasoli wielokwiatowej, uprawiana na terenie kilku sołectw w trzech gminach w województwie podkarpackim: Gorzyce w powiecie tarnobrzeskim oraz Zaleszany i Radomyśl nad Sanem w powiecie stalowowolskim. 13 stycznia 2012 nazwę wpisano do rejestru chronionych produktów regionalnych w Unii Europejskiej.

## Charakterystyka
Nazwa pochodzi od wsi Wrzawy, stanowiącej centrum uprawy tej fasoli. Odmiana ta charakteryzuje się dużymi, nerkowatymi i lekko spłaszczonymi nasionami. Ma słodkawy smak i delikatną konsystencję, całkowicie pozbawioną posmaku mąki. Ma też o 20 procent cieńszą skórkę i większą zdolność pochłaniania wody. Proces jej gotowania jest krótszy o około 10 minut od innych odmian typu Piękny Jaś. Podsumowaniem fasolowych zbiorów jest święto organizowane w drugą lub trzecią niedzielę sierpnia pod nazwą W widłach Wisły i Sanu.
Uprawie fasoli o odpowiednich parametrach sprzyjają warunki klimatyczne i glebowe Kotliny Sandomierskiej – bardzo żyzne mady nadwiślańskie oraz duża wilgotność.

## Miejscowości
Sołectwa, na obszarze których dozwolona jest uprawa fasoli wrzawskiej:
- Wrzawy, Gorzyce, Motycze Poduchowne, Trześń, Zalesie Gorzyckie w gminie Gorzyce,
- Skowierzyn, Zaleszany, Majdan Zbydniowski, Motycze Szlacheckie w gminie Zaleszany,
- Dąbrówka Pniowska, Pniów, Nowiny, Witkowice, Chwałowice, Antoniów, Orzechów w gminie Radomyśl nad Sanem[2].